# Тельце Гербста
Тельца́ Ге́рбста — механорецепторы птиц, состоящие из трех основных частей: наружной пластинчатой капсулы, внутренней колбы и чувствительного нервного окончания. Открыты немецким зоологом Иоганном Фридрихом Вильгельмом Гербстом (нем. Johann Friedrich Wilhelm Herbst).
Тельца Гербста особенно многочисленны в тканях клюва, языка и нёба. Также их много в слизистых оболочках, подкожной соединительной ткани, в области копчиковой железы, в кожных покровах плюсны, вокруг перьевых фолликулов. Большинство исследователей относит тельца Гербста к виброрецепторам. Тельце Гербста характерны для гусеобразных, уток, других болотных птиц и ряда других групп птиц. Представляют собой сложно организованные инкапсулированные нервные окончания.
Имеют вид овальных или яйцевидных образований, покрытых сверху соединительнотканной капсулой, внутри которой, образуя внутреннюю колбу, находятся 6—10 округлых светлых клеток (гистологически схожих на Меркелевские клетки). В глубоких слоях капсулы часто имеются простые чувствительные нервные окончания, находящиеся в желобках на поверхности клеток. Внутренняя колба образована двумя рядами полуцилиндрических клеточных пластин, расположенных вокруг нервного окончания. Ряды разделены 2 рядами ядер клеток-спутников, образующих колбу. Расположение ядер в этих клетках является самой специфической деталью строения телец Гербста, отличающей их от других инкапсулированных механорецепторов. Чувствительное нервное окончание, которое проходит между ними, разделяется на три отдела: претерминальный, терминальный (находящийся внутри колбы) и ультратерминальный (несущий основную чувствительную функцию). Миелиновое нервное волокно прободает эту капсулу и его конечные окончания разветвляется между клетками колбы, образуя густую фибриллярную сеть. Тельца Гербста относятся к осязательным тельцам и напоминают тельце Пачини.
Функция телец также может заключаться в осморецепции и определении птицей относительного положения различных частей своего тела (клюва, головы и т. д.), а также его изменений. Благодаря этому птицы могут осуществлять контроль за своим пространственным положением. Тельца Гербста, связанные с кровеносными сосудами, вероятно реагируя на их пульсацию контролируют их наполнение.